# Roestelia guatemaliana
Roestelia guatemaliana är en svampart som först beskrevs av Crowell, och fick sitt nu gällande namn av George Baker Cummins 1956. Roestelia guatemaliana ingår i släktet Roestelia och familjen Pucciniaceae.   Inga underarter finns listade i Catalogue of Life.